# 蒂米斯卡明區
蒂米斯卡明區（英語：Timiskaming District，過去曾拼為）是加拿大安大略省北部一個分區，南鄰尼皮辛區，西臨薩德伯里區，北接科克倫區，東面則與魁北克省阿比蒂比-蒂米斯坎明格區為鄰，行政中心設於蒂米斯卡明湖岸市内的海利伯里。據2011年人口普查所示，蒂米斯卡明區有32634名居民。蒂米斯卡明區基本上沒有任何地方行政功能，區內的服務主要由建制城鎮政府、地區服務局或直接由省政府提供。
蒂米斯卡明區於1912年脫離阿爾戈馬區、尼皮辛區和薩德伯里區而成；科克倫區則於1921年脫離蒂米斯卡明區和雷灣區。

## 轄區
- 蒂米斯卡明湖岸市（City of Temiskaming Shores）
- 科博爾特鎮（Town of Cobalt）
- 艾爾頓鎮（Town of Earlton）
- 英格爾哈特鎮（Town of Englehart）
- 科克蘭湖鎮（Town of Kirkland Lake）
- 拉奇福德鎮（Town of Latchford）
- 阿姆斯特朗鄉（Township of Armstrong）
- 布雷瑟鄉（Township of Brethour）
- 凱西鄉（Township of Casey）
- 張伯倫鄉（Township of Chamberlain）
- 查爾頓及達克鄉（Township of Charlton and Dack）
- 科爾曼鄉（Township of Coleman）
- 伊文特勒爾鄉（Township of Evanturel）
- 戈提耶鄉（Township of Gauthier）
- 哈利鄉（Township of Harley）
- 哈里斯鄉（Township of Harris）
- 希利阿德鄉（Township of Hilliard）
- 哈德遜鄉（Township of Hudson）
- 詹姆斯鄉（Township of James）
- 克恩斯鄉（Township of Kerns）
- 拉德湖鄉（Township of Larder Lake）
- 馬塔徹溫鄉（Township of Matachewan）
- 麥加利鄉（Township of McGarry）
- 塞恩羅村（Village of Thornloe）

區内餘下的非建制地區則分為西部分（West Part）和東部分（East Part）。

## 外部連結
- 维基共享资源上的相關多媒體資源：蒂米斯卡明區